# Емма Дайк
Емма Дайк (англ. Emma Dyke; нар. 30 червня 1995) — новозеландська веслувальниця, срібна призерка Олімпійських ігор 2020 року.

## Виступи на Олімпіадах
| Олімпіада           | Дисципліна | Місце |
| ------------------- | ---------- | ----- |
| Ріо-де-Жанейро 2016 | вісімки    | 4     |
| Токіо 2020          | вісімки    | 2     |